# Anga (tributario del lago Bajkal)
L'Anga (in russo Анга?) è un fiume della Russia siberiana orientale, tributario del lago Bajkal. Scorre nell'Ol'chonskij rajon dell'oblast' di Irkutsk.
Il fiume ha origine dai monti Primorskij. La sua larghezza alla foce è di 27 metri, la profondità è di 1,4 metri. La portata media annua dell'acqua a 14 km dalla foce è di 2,64 m³/s. Ha una lunghezza di 99 km; l'area del suo bacino è di 1010 km². Sfocia nella baia Ust'-Anga del lago Bajkal. A 12 km dalla foce attraversa il villaggio di Elancy.